# Corylopsis pauciflora
Corylopsis pauciflora is een plant uit het geslacht schijnhazelaar (Corylopsis) van de  toverhazelaarfamilie (Hamamelidaceae).
Deze schijnhazelaar is het best verkrijgbaar en ziet men dan ook het meest in onze tuinen. De struik groeit meer compact dan Corylopsis sinensis (tot ongeveer 1,50 m-3 m hoog en breed). De klokvormige zachtgele bloemen die al in februari kunnen verschijnen staan in kleinere trosjes (pauci-weinig, flora-bloemen) dan die van bijvoorbeeld C. sinensis. De totale bloeirijkheid van de struik is echter prima. De schutbladen blijven nog lang na de bloei aanwezig. Als alle schijnhazelaars groeien de struiken relatief langzaam. Vanwege de langzame groei en fijne vertakking is deze soort ook geschikt om ze in een grote pot te kweken of om er bonsai-boompjes van te maken.
... · C. pauciflora · C. sinensis · C. spicata · ...